# Sel·losaure
Sel·losaure (Sellosaurus) és un gènere de dinosaure prosauròpode que va viure a Europa durant el període Triàsic, fa uns 225 milions d'anys. Com altres prosauròpodes tenia una urpa als dits polzes que es feia servir per a defensar-se i per a buscar menjar. Podia desplaçar-se amb les quatre potes o bé de forma bípeda.
Sellosaurus és un dels prosauròpodes més ben coneguts. Se n'han trobat una vintena d'esquelets. Aquests fòssils comprenen el que es creu que són tres espècies diferents. Es pensà durant força temps que el dinosaure Efraasia, un prosauròpode de la mateixa localització, era el mateix gènere que Sellosaurus, recentment s'ha rebutjat tal hipòtesi.